# Maurice Dunand

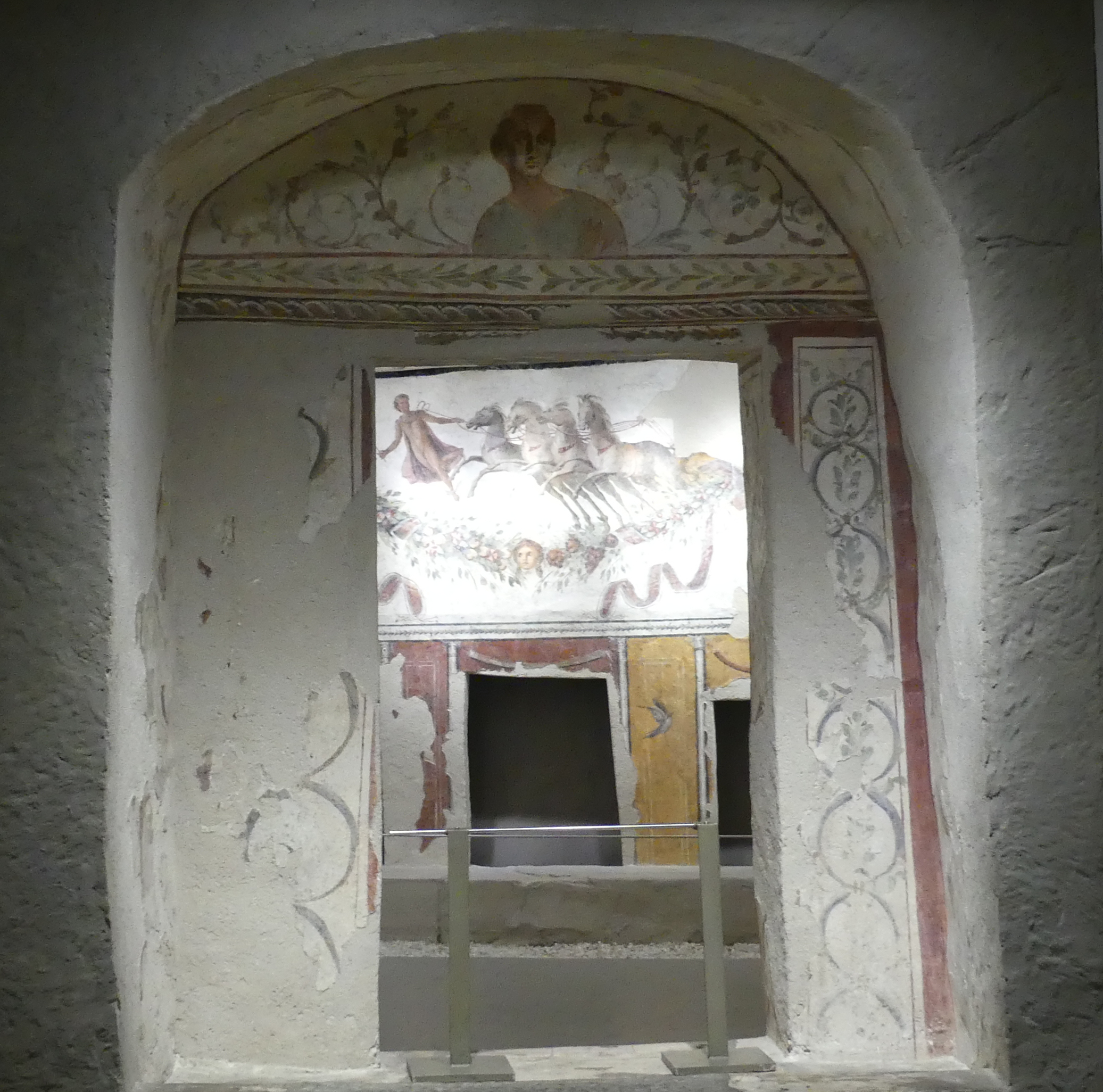
Tombeau romain avec fresques, fouillé en 1939 par Dunand à Bourj el-Chemali et restauré au musée national de Beyrouth.

Maurice Dunand, né le 4 mars 1898 à Loisin (Haute-Savoie) où il est mort le 23 mars 1987, est un archéologue franco-suisse spécialisé dans le Proche-Orient ancien, qui a servi comme directeur de la Mission archéologique française au Liban. Il a excavé Byblos de 1924 à 1975. Selon Jean-Pierre Thiollet, auteur de Je m'appelle Byblos, « c'est grâce à lui, à ses efforts et à la collaboration des équipes qu'il a dirigées, que Byblos a pu être dégagée dans son ensemble (…) Le matériel découvert peut à juste titre être considéré comme unique pour la connaissance de la religion et de l'art phénicien, mais aussi de toutes les influences qui ont imprégné cet endroit au fil des siècles. »
Maurice Dunand a publié le syllabaire de Byblos dans sa monographie Byblia Grammata, parue en 1945. Il a également publié en 1953 De l'Amanus au Sinaï. Sites et monuments à l'Imprimerie catholique de Beyrouth.
Il a divisé le néolithique du Liban en trois étapes basées sur les niveaux stratifiés de Byblos. À partir de 1963, il a aussi fouillé le site du temple d'Echmoun près de Sidon.
Au cours de la guerre civile libanaise, il a quitté le Liban, emmenant avec lui ses archives, léguées à sa mort à l'Université de Genève, puis rendues au Liban en 2010.
Maurice Dunand était originaire de Loisin (Haute-Savoie), en France. Il y a passé sa retraite, puis y est mort peu après son épouse Mireille.

### Livres
- Maurice Dunand, De l'Amanus au Sinaï : sites et monuments, Liban, Imprimerie Catholique de Beyrouth, 1953